# Вест-Келовна
Вест-Келовна (англ. West Kelowna) — окружний муніципалітет в Канаді, у провінції Британська Колумбія, у складі регіонального округу Сентрал-Оканаґан.

## Населення
За даними перепису 2016 року, окружний муніципалітет нараховував 32655 осіб, показавши зростання на 5,7%, порівняно з 2011-м роком. Середня густина населення становила 264,4 осіб/км².
З офіційних мов обидвома одночасно володіли 1 790 жителів, тільки англійською — 30 475, тільки французькою — 5, а 75 — жодною з них. Усього 3210 осіб вважали рідною мовою не одну з офіційних, з них 10 — одну з корінних мов, а 105 — українську.
Працездатне населення становило 63,6% усього населення, рівень безробіття — 6,4% (7,6% серед чоловіків та 5% серед жінок). 82,8% осіб були найманими працівниками, а 16% — самозайнятими.
Середній дохід на особу становив $49 910 (медіана $36 514), при цьому для чоловіків — $62 470, а для жінок $37 645 (медіани — $47 260 та $28 943 відповідно).
32% мешканців мали закінчену шкільну освіту, не мали закінченої шкільної освіти — 13,8%, 54,2% мали післяшкільну освіту, з яких 28,1% мали диплом бакалавра, або вищий, 125 осіб мали вчений ступінь.
| Статево-вікова структура населення | Статево-вікова структура населення | Статево-вікова структура населення | Статево-вікова структура населення | Статево-вікова структура населення |
| ---------------------------------- | ---------------------------------- | ---------------------------------- | ---------------------------------- | ---------------------------------- |
|                                    |                                    |                                    |                                    |                                    |
| Всього                             | Всього                             | 49,4%50,6%                         |                                    |                                    |
| 0 — 14 років                       | 0 — 14 років                       |                                    | 16,5%                              | 16,5%                              |
| 15 — 64 років                      | 15 — 64 років                      |                                    | 63,1%                              | 63,1%                              |
| 65 і більше                        | 65 і більше                        |                                    | 20,4%                              | 20,4%                              |
| 85 і більше                        | 85 і більше                        |                                    | 2,5%                               | 2,5%                               |
| 100 і більше                       | 100 і більше                       |                                    | 0%                                 | 0%                                 |
| Середній вік (років)               | Середній вік (років)               | 42,343,9                           | 43,1                               | 43,1                               |
| Медіана (років)                    | Медіана (років)                    | 44,246,1                           | 45,2                               | 45,2                               |
| — чоловіки — жінки                 |                                    |                                    |                                    |                                    |

| Походження мешканців:     | Походження мешканців:     | Походження мешканців: | Походження мешканців: | Походження мешканців: |
| ------------------------- | ------------------------- | --------------------- | --------------------- | --------------------- |
| Походження                |                           |                       | осіб                  | %                     |
| Корінні американці        | Корінні американці        |                       | 2 260                 | 7.05%                 |
| Інше північноамериканське | Інше північноамериканське |                       | 8 610                 | 26.85%                |
| Європейське               | Європейське               |                       | 27 255                | 84.99%                |
| британське                | британське                |                       | 17 025                | 53.09%                |
| французьке                | французьке                |                       | 3 685                 | 11.49%                |
| українське                | українське                |                       | 2 845                 | 8.87%                 |
| Латинськоамериканське     | Латинськоамериканське     |                       | 320                   | 1%                    |
| Карибське                 | Карибське                 |                       | 135                   | 0.42%                 |
| Африканське               | Африканське               |                       | 200                   | 0.62%                 |
| Азійське                  | Азійське                  |                       | 1 740                 | 5.43%                 |
| Океанійське               | Океанійське               |                       | 250                   | 0.78%                 |

| Зайнятість населення за галузями (за класифікацією NOC): | Зайнятість населення за галузями (за класифікацією NOC): | Зайнятість населення за галузями (за класифікацією NOC): | Зайнятість населення за галузями (за класифікацією NOC): | Зайнятість населення за галузями (за класифікацією NOC): |
| -------------------------------------------------------- | -------------------------------------------------------- | -------------------------------------------------------- | -------------------------------------------------------- | -------------------------------------------------------- |
|                                                          |                                                          |                                                          |                                                          |                                                          |
| Управління                                               | Управління                                               |                                                          | 12,2%                                                    | 12,2%                                                    |
| Бізнес, фінанси та адміністрування                       | Бізнес, фінанси та адміністрування                       |                                                          | 15%                                                      | 15%                                                      |
| Природничі та прикладні науки                            | Природничі та прикладні науки                            |                                                          | 5%                                                       | 5%                                                       |
| Охорона здоров'я                                         | Охорона здоров'я                                         |                                                          | 7,8%                                                     | 7,8%                                                     |
| Освіта, правозахист, муніципальні та урядові служби      | Освіта, правозахист, муніципальні та урядові служби      |                                                          | 9,2%                                                     | 9,2%                                                     |
| Мистецтво, культура, відпочинок та спорт                 | Мистецтво, культура, відпочинок та спорт                 |                                                          | 2,8%                                                     | 2,8%                                                     |
| Роздрібна торгівля та послуги                            | Роздрібна торгівля та послуги                            |                                                          | 25,6%                                                    | 25,6%                                                    |
| Гуртова торгівля, транспорт та обладнання                | Гуртова торгівля, транспорт та обладнання                |                                                          | 16,3%                                                    | 16,3%                                                    |
| Природні ресурси, сільське господарство                  | Природні ресурси, сільське господарство                  |                                                          | 3%                                                       | 3%                                                       |
| Виробництво                                              | Виробництво                                              |                                                          | 3,1%                                                     | 3,1%                                                     |

## Клімат
Середня річна температура становить 8,3°C, середня максимальна – 23,6°C, а середня мінімальна – -10,1°C. Середня річна кількість опадів – 370 мм.
| Клімат поселення                              | Клімат поселення | Клімат поселення | Клімат поселення | Клімат поселення | Клімат поселення | Клімат поселення | Клімат поселення | Клімат поселення | Клімат поселення | Клімат поселення | Клімат поселення | Клімат поселення | Клімат поселення |
| Показник                                      | Січ.             | Лют.             | Бер.             | Квіт.            | Трав.            | Черв.            | Лип.             | Серп.            | Вер.             | Жовт.            | Лист.            | Груд.            |                  |
| Середній максимум, °C                         | 3,73             | 6,52             | 10,80            | 15,32            | 19,86            | 23,64            | 22,87            | 22,82            | 17,61            | 11,06            | 4,89             | 0,76             |                  |
| Середня температура, °C                       | −3,2             | −0,41            | 3,87             | 8,40             | 12,93            | 16,70            | 19,74            | 19,68            | 14,46            | 7,93             | 1,74             | −2,39            |                  |
| Середній мінімум, °C                          | −10,13           | −7,34            | −3,06            | 1,46             | 6,01             | 9,76             | 16,58            | 16,54            | 11,32            | 4,78             | −1,39            | −5,53            |                  |
| Норма опадів, мм                              | 34               | 22               | 22               | 25               | 34               | 42               | 34               | 29               | 28               | 26               | 37               | 37               |                  |
| Середньомісячна швидкість вітру, м/с          | 2.10             | 2.00             | 2.35             | 2.51             | 2.40             | 2.32             | 2.30             | 2.20             | 2.01             | 2.09             | 2.21             | 2.20             |                  |
| Середньомісячна сонячна радіація, кДж/м²·день | 3252             | 6603             | 11498            | 16414            | 20143            | 21739            | 23046            | 19639            | 14088            | 8085             | 3774             | 2630             |                  |
| --------------------------------------------- | ---------------- | ---------------- | ---------------- | ---------------- | ---------------- | ---------------- | ---------------- | ---------------- | ---------------- | ---------------- | ---------------- | ---------------- | ---------------- |
| Джерело:                                      |                  |                  |                  |                  |                  |                  |                  |                  |                  |                  |                  |                  |                  |